# Перепломбировка каналов зуба
Перепломбировка каналов зуба — распломбировка корневых каналов с последующей их пломбировкой.

## Показания к перепломбировке каналов зуба

- Повторное развитие инфекции в апикальном участке корня
- Ситуация при которой в ходе первичной терапии стоматологу не удалось обнаружить и устранить патологический очаг в верхушке корня
- Нарушение герметизма пломбы.
- Повторное возникновение болевых ощущений в зубе через какое-то время после лечения (это не относится к длящимся несколько дней ноющим болям при накусывании на зуб)
- Патологические очаги выявленные на рентгенограмме
- Неполное заполнение канала пломбой.

## Сложности и опасности
Планирование и осуществление задач формирования, очистки и обтурации корневых каналов в процессе эндодонтического лечения сопряжены с реальными и потенциальными опасностями, связанными со сложностью анатомии системы корневых каналов, а также техническими особенностями их инструментальной обработки, дезинфекции и пломбирования.

## Последствия при отсутствии своевременной перепломбировки каналов зуба
Воспаление будет неизменно разрушать слои зуба, провоцируя нестерпимую боль и неприятные последствия, главным из которых может стать потеря зуба.

## Основные методы перепломбировки каналов
Чаще всего практикуются механические, а также медикаментозные методы. Так, механическая обработка каналов может осуществляться при помощи соответствующих инструментов и современного оборудования: апекслокаторов, эндодонтических моторов и так далее.
Также используются определённые пломбировочные составы, в основу которых могут входить антисептики. Основная задача стоматолога на данной стадии лечения — полное заполнение канала корня пломбировочным материалом, который, в свою очередь, предотвратит появление воспаления в дальнейшем.
При медикаментозной распломбировке корневых каналов используются препараты в составе которых есть органические растворители — они способны изменять структуру пломбы. Зачастую этот способ применяют, когда нужно удалить пломбы, выполненные из затвердевающих материалов. Для разрушения пломбы будет достаточно всего нескольких минут. Если же необходимо разрушить пломбу на основе цемента, тогда в устья канала закладывают препараты на несколько суток, после чего цемент удаляют механическим способом.
Другой способы распломбировки каналов, заполненных цементом предполагает использование специальных ультразвуковых эндонасадок, с помощью которых пломба удаляется за одно посещение стоматолога.
Ещё один метод — это распломбировка под анкерный штифт. Необходимо, когда анкерные штифты используют не одномоментно с обтурацией канала. Такая процедура требуется, когда на штифте выполняется реставрация коронки ранее вылеченного зуба. Под анкерный штифт используются ультразвуковые устройства. Требуется особая аккуратность при выполнении такой операции, поскольку для установки штифта необходимо сохранить часть пломбы, которая должна герметично закрывать низ корневого канала.
- за одно посещение процедура проводится таким образом. Стоматолог сначала механическим методом обрабатывает канал, после чего вводит медикамент, размягчающий пасту или цемент, затем эта область препарируется специальным эндоинструментом, который смачивается в размягчающем лекарстве;
- за два посещения. Вход в канал и камеру обрабатывают, после чего в корневой канал закладывают ватный тампон, смоченный в лекарстве. Спустя 2-3 дня во время второго посещения канал уже распломбировывают.